# Leucochroma neutralis
Leucochroma neutralis là một loài bướm đêm trong họ Crambidae.